# François Dimberton
François Dimberton, né le 24 février 1953 à Villeneuve-Saint-Georges, est un auteur de bande dessinée français.

## Biographie
Né d'un père ingénieur, directeur de société et d'une mère au foyer, François Dimberton réalise sa première publication dans des magazines de Motos à 16 ans, en 1969. Après avoir obtenu son baccalauréat en 1971, il suit durant 6 mois le cours de Jean Giraud, alias Moebius à la Faculté d'art plastique de Vincennes de janvier à juin 1972.[réf. nécessaire]
Sa première œuvre connue est Pif le Chien en 1976, parue dans le journal Pif. Une de ses premières séries est Une enquête d'Archibald, parue dans Le Journal de Ludo entre 1979 et 1980. Il collabore avec de nombreux journaux de bandes dessinées tels que Tintin, Spirou et Mickey, ainsi que des magazines tels que  Que Choisir, La vie du collection ou la Vie de l'auto.
En 1982, il reprend le personnage de Félix de Maurice Tillieux dans les nouvelles aventures de Félix. À la demande de Yannick Hodbert, qui selon ses propres paroles « travaille lentement », il dessine en 1982 12 vignettes de la série dite « Epoque4 » pour la marque de chewing-gum Malabar.
En 1990, il devient l'assistant du dessinateur et scénariste Michel Greg, qu'il accompagne jusqu'au décès de celui-ci en 1999.
Son œuvre comprend aussi bien de la littérature jeunesse (comme Le Loup du Mercredi, avec Marie Bailly en 2002, ou Les Aventures de Coin-Coin, avec Jean-Claude Bauer, depuis 2007) que de la bande dessinée destinée à un public adulte (telle que Celsius en 1984 ; Alex, gentleman détective en 1985 ; les Aventures de Fred et Alfred, 2 tomes, 1985-86 ; Margot l’enfant bleue de Son, 3 tomes, 1989-90 ; Mémoires d’un aventurier, dessins de Dominique Hé, 3 tomes, 1989-91). 
Il participe à l’édition anniversaire 2010 du Petit Larousse en illustrant des mots de la langue française.

## Œuvres

### Bandes dessinées de 1973 à 1989
- 1973 - Débuts professionnels aux éditions Fleurus. Journal Formule 1.
- 1974-1975 - BD dans le journal des pieds nickelés sur scénarios de Raymond Maric.
- 1975-1976 - BD dans des petits formats. SEPP.
- 1974 - Éditions Vaillant. Jeux et dessins dans Pif, Ludo, Pifou, Les poches, etc.
- 1975 à 1986
- 1978 à 1988 
  - Éditions Vaillant, Pif, Ludo.
    - Pif le chien - en 1976
    - Une enquête d'Archibald entre 1979 et 1980

  - Éditions Fleurus.
  - Téléjunior.
  - Journal de Mickey, scénarios.
  - Éditions du Lombard, journal Tintin, sur scénario de Greg, reprise du personnage « Rock Derby ».
  - Journal de Spirou, mini récits puis BD dans l'hebdomadaire.
  - Journal Amis-coop, Albert l'inventeur,
  - Vignettes Malabar.
  - Éditions Glénat, journal « Gomme ».
  - Éditions Bayard, Je bouquine, Okapi.
  - Éditions Milan, Journal Mikado. Les aventures de Fred et Alfred.
  - Éditions Deligne, reprise du personnage « Félix » créé par Maurice Tillieux.

### Dessins de presse et illustrations de 1985 à 2015
- 1985 - Illustrations pour « Les enfants du Rock » Groupe Indochine Antenne 2.
- 1986 - Illustrations pour Canal Plus. Le frog Show.
- Puis pour Glénat concept, agence intégrée au sein des éditions Glénat et d'autres agences de Pub et de communication d'entreprise, BD et illustrations pour les marques :
  - Teisseire. Tartine futée. Evian. Banga. Norauto/TF1. Caprice des dieux. Mc Cain. Quick. Venilia. Kasane. Framentec. Framatome. CNRS. La poste. Conseil Gl des hauts de seine. Banque populaire. Caisse d’épargne. EDF. SNCF. Maisons Phénix. Manpower. Cie Gle des eaux. Habitat. CPAM de Paris. Velux. Burger king. Sollac. ESSO. Métro de Rouen. Peugeot. Bouygues. Aéroport de Paris. Affichage Thomas. IBM. GIAT Industries. Renault. Intermarché. Weight watchers. CCF. Natio assurance - BNP. NMPP. ONF office national des forêts. Médéric. Laboratoire Technicon.
- Illustrations en presse :
  - Que choisir.  Paris magazine. Le Moniteur.  Chut je lis. Le journal de Babar. P’tit loup. Mickey. Winnie. Le journal de Titi et Grosminet. 01 Informatique. L’entreprise. Usines nouvelles. Mag 400. La bougie du sapeur. CD rama. Auto rétro. La vie de l’auto. Antiquités brocante. Music & business. La vie du collectionneur. Le monde informatique. Le journal des instituteurs, Éducation enfantine. Collectionneur et Chineurs ...
- Et illustrateur dans l'édition :
  - Livres pour enfants, guides divers, posters, et illustrations pour des ouvrages scolaires: Hachette, Nathan, Hatier, Gallimard, Ramsay, Vuibert, Magnard, XO, Larousse...

### GREG
Assistant de Greg (Achille Talon) 9 ans de 1990 à son décès en 1999.

### Albums
- 1984 - Le secret du mouton noir. Texte et dessin. Éditions du Phylactère.
- 1985 - Alex contre le hibou. Texte et dessin. Éditions Glénat.
- 1985 - Le singe. Texte et dessin. Éditions Milan.
- 1986 - Le grand Mâhâchinchouêt. Texte et dessin. Éditions Milan.
- 1989 - Hommage à Gil Jourdan. Album collectif. Éditions Soleil.
- 1989 - Pierre de St Fiacre. Série : Les mémoires d'un aventurier. Tome 1. Scénario. Dessin Dominique Hé. Éditions Glénat.
- 1989 - Le coq. Série : Margot l'enfant bleue. Tome 1. Scénario. Dessin Son, Éditions Glénat.
- 1990 - Ariane. Série : Les mémoires d'un aventurier. Tome 2. Scénario. Dessin Dominique Hé. Éditions Glénat.
- 1990 - Les deux Margot. Série : Margot l'enfant bleue. Tome 2. Scénario. Dessin Son, Éditions Glénat.
- 1990 - La grande faucheuse. Série : Margot l'enfant bleue. Tome 3. Scénario. Dessin Son, Éditions Glénat.
- 1991 - Opium. Série : Les mémoires d'un aventurier. Tome 3. Scénario. Dessin Dominique Hé. Éditions Glénat.
- 1991 - Le facteur à l'envers. Dessin. Texte Jean-Paul Nozière. Jeunesse. Éditions Hatier.
- 1998 - Fluthdezut. Un diable parmi nous. Dessin. Texte Kathleen Griffin. Jeunesse. Éditions Hatier.
- 2000 - Fluthdezut au carnaval. Dessin. Texte Kathleen Griffin. Jeunesse. Éditions Hatier.
- 2000 - Coup de théâtre sur le Nil. Scénario. Dessin Dominique Hé. Éditions Gallimard.
- 2000 - Je réalise ma première BD. Scénario et dessins avec Dominique Hé. Éditions Vuibert.
- 2002 - Le loup du mercredi. Dessin. Texte Marie Bailly. Éditions Magnard jeunesse.
- 2007 - Coin-Coin. Ras la potiche. Tome 1. Jeunesse. Scénario. Dessin Bauer. Éditions Bouton d'or Acadie. Canada.
- 2008 - Coin-Coin. Le baiser de Coin-Coin. Tome 2. Jeunesse. Scénario. Dessin Bauer. Éditions Bouton d'or Acadie. Canada.
- 2008 - La princesse et le bouffon. Scénario et dessin. Éditions Hugo et Cie.
- 2008 - Le dessinateur. Tome 1. Scénario avec Erroc. Dessin Trolley. Éditions Bamboo-Grand Angle.
- 2009-2013 - Encyclopédie Nature en famille. Illustrations. 30 volumes. Éditions Atlas
- 2009 - Taxi Molloy Scénario. Dessin Chabert[2]. Éditions Bamboo-Grand Angle.
- 2009 - Coin-Coin. Au secours ! Tome 3. Jeunesse. Scénario. Dessin Bauer. Éditions Bouton d'or Acadie. Canada.
- 2010 - Édition anniversaire du Petit Larousse. Illustrations.
- 2010 - Le dessinateur. Tome 2. Scénario avec Erroc. Dessin Trolley. Éditions Bamboo-Grand Angle.
- 2010 - Coin-Coin. La maison de Coin-Coin. Tome 4. Jeunesse. Scénario. Dessin Bauer. Éditions Bouton d'or Acadie. Canada.
- 2010 - La malédiction de la poupée. Texte et dessin. Éditions du Topinambour.
- 2011 - Coin-Coin. Les crêpes. Tome 5. Jeunesse. Scénario. Dessin Bauer. Éditions Bouton d'or Acadie. Canada
- 2012 - Coin-Coin. Une baleine, une maison et une fleur. Tome 6. Jeunesse. Scénario. Dessin Bauer. Éditions Bouton d'or Acadie. Canada
- 2013 - La vie secrète du Tour. Collectif. Texte et dessin. Éditions Jungle.
- 2013 - Félix (d'après Maurice Tillieux, pour le magazine éponyme lancé par Michel Deligne) - Édition pirate. Édition Dupond.
- 2014 - De Funès. Biographie en BD. Scénario. Dessins Alexis Chabert. Éditions Delcourt[3],[4].
- 2014 - Coluche. Biographie en BD. Scénario. Dessins Rémi Torregrossa. Éditions Jungle.
- 2014 - Johnny. Biographie en BD. Tome 1. Scénario. Dessins Jean-Claude Bauer. Éditions Jungle[5].
- 2015 - Gainsbourg. Biographie en BD. Scénario. Dessins Alexis Chabert. Éditions Jungle[6].
- 2015 - David. Collection grands peintres. Biographie en BD. Texte et dessins. Éditions Glénat.
- 2015 - Johnny. Biographie en BD. Tome 2. Scénario. Dessins Jean-Claude Bauer. Éditions Jungle[7].
- 2016- Jean-jacques Goldman. Biographie en BD. Scénario. Dessins Jean Trolley. Editions Jungle.
- 2017- Histoire de galet. Illustrations jeunesse sur un texte de Marie Cadieux. Editions Bouton d'or Acadie. Canada.
- 2017- Sacha Guitry, une vie en bande dessinée. Biographie en BD. Scénario. Dessins Alexis Chabert. Editions Delcourt[8],[9],[10].

## Prix et récompenses
- - 2008- Prix du meilleur album au Festival de Creil pour Le dessinateur Tome 1.
  - 2009- Prix du meilleur album au festival de Cognac pour Taxi Molloy.
  - 2009- Prix du meilleur album au festival de la bulle d’or à Lyon pour Taxi Molloy.
  - 2017- Nommé au Prix des Lycéens, Salon livre et musique de Deauville pour la BD Gainsbourg.
  - 2017- Nommé au Prix Lillian Shepherd memorial award for excellence in illustration pour Histoire de galet. Canada.
  - 2018- Prix Champlain (Canada) pour les illustrations d'Histoire de galet[11].